# Sophie Moressée-Pichot
Sophie Moressée-Pichot, född den 3 april 1962 i Sissonne, Frankrike, är en fransk före detta fäktare som tog OS-guld i damernas lagtävling i värja i samband med de olympiska fäktningstävlingarna 1996 i Atlanta.